# Michael Cumpsty
Michael Cumpsty (Wakefield, 26 februari 1960) is een Engels/Amerikaans acteur.

## Biografie
Cumpsty heeft de high school doorlopen aan de Haileybury College in Hertfordshire en hierna ging hij verder studeren in Amerika aan de universiteit van North Carolina in Chapel Hill.
Cumpsty begon met acteren in het theater, hij maakte in 1989 zijn debuut op Broadway met het toneelstuk Artist Descending a Staircase. Hierna heeft hij nog meerdere rollen gespeeld op Broadway en off-Broadway.
Cumpsty begon in 1989 met acteren voor televisie in de televisieserie One Life to Live. Hierna heeft hij nog meerdere rollen gespeeld in televisieseries en films zoals L.A. Law (1991-1992), The Ice Storm (1997), All My Children (2004), Flags of Our Fathers (2006), The Visitor (2007), Wall Street: Money Never Sleeps (2010) en Boardwalk Empire (2011).

## Filmografie

### Films
Uitgezonderd korte films.
- 2016 Collateral Beauty - als voorzitter van de raad
- 2013 Burning Blue - als admiraal Stephensen
- 2011 Downtown Express – als Vadim
- 2011 Burning Blue – als admiraal Stephensen
- 2010 Eat Pray Love – als Swami Shivananda
- 2010 Wall Street: Money Never Sleeps – als Churchill Schwartz Partner
- 2007 The Visitor – als Charles
- 2007 Starting Out in the Evening – als Victor
- 2006 Fast Track – als Jack Connor
- 2006 Flags of Our Fathers – als secretaris Forrestal
- 2001 The Lullaby of Broadway: Opening Night on 42nd Street – als Julian Marsh
- 1999 The Lady in Question – als Klaus Gruber
- 1999 The 24 Hour Woman – als uitgever van Suzanne Pincus
- 1997 The Ice Storm – als Philip Edwards
- 1997 Night Sins – als dr. Garrett Wright
- 1996 Mistrial – als Terry Lynch
- 1990 State of Grace – als man van Frankie

### Televisieseries
Uitgezonderd eenmalige gastrollen.
- 2022 Severance - als mr. Graner - 7 afl.
- 2020 Tommy - als Lovell - 3 afl.
- 2015 The Knick - als rechter Parkinson Bothamly - 2 afl.
- 2011 - 2012 Boardwalk Empire – als pastoor Ed Brennan – 6 afl.
- 2011 Nurse Jackie – als Lou Babiak – 2 afl.
- 2004 All My Children – als Alan Singer – 5 afl.
- 1995 Star Trek: Voyager – als Lord Burleigh – 2 afl.
- 1992 – 1993 Bob – als mr. Tehorst – 8 afl.
- 1991 – 1992 L.A. Law – als Frank Kittredge – 13 afl.
- 1990 The Kennedys of Massachusetts – als Billy Hartington – miniserie
- 1989 One Life to Live – als Sebastian - ? afl.

## Theaterwerk opBroadway
- 2014 Machinal - als echtgenoot
- 2013 The Winslow Boy - als Desmond Curry
- 2012 – 2013 End of the Rainbow – als Anthony
- 2008 Sunday in the Park wit George – als Julies / Bob Greenberg
- 2005 The Constant Wife – als John Middleton
- 2004 – 2005 Democracy – als Arno Kretschmann
- 2003 Enchanted April – als Mellersh Wilton
- 2001 – 2005 42nd Street – als Julian Marsh
- 2000 – 2001 Copenhagen – als Werner Heisenberg
- 1998 – 1999 Electra – als Orestes
- 1997 – 1998 1776 – als John Dickinson
- 1995 Racing Demon – als Tony Ferris
- 1995 Translations – als luitenant Yolland
- 1995 The Heiress – als Morris Townsend
- 1993 Timon of Athens – als Alcibiades
- 1991 La Bête – als Elomire
- 1989 Artist Descending a Staircase – als jonge Beauchamp